# Carlo Berretta
Carlo Berretta (Palermo, 16 febbraio 1966) è un attore italiano.

## Carriera
Ha interpretato la parte di Salvo nei due film di Marco Risi Mery per sempre (1989) e Ragazzi fuori (1990).
Inoltre ha interpretato il ruolo di Stefano nel film Vite perdute (1992) di Giorgio Castellani.

## Filmografia parziale
- Mery per sempre, regia di Marco Risi (1989)
- Ragazzi fuori, regia di Marco Risi (1990)
- Il muro di gomma, regia di Marco Risi (1991)
- Vite perdute, regia di Giorgio Castellani (1992)